# Voie verte le Chemin vert
La Voie verte le Chemin vert appelée communément « Le Chemin vert » est une voie verte de 29,5 kilomètres qui relie le centre de Vesoul à Loulans-Verchamp. Elle a été aménagée sur une portion de l'ancienne ligne de chemin de fer de Besançon à Vesoul par le conseil général de la Haute-Saône. Le Chemin vert relie la Voie bleue V50 (nord) à l'EuroVelo 6 (sud).
Créée en 1980, c'est l'une des plus anciennes voies vertes de France aménagées sur voie ferrée.

## Histoire
Le Chemin vert a été aménagé en 1980 par le Conseil général de la Haute-Saône, sur le tracé de l'ancienne ligne ferroviaire Besançon-Vesoul, qui avait été mise en service le 22 juillet 1872. Le 11 mai 1959, le trafic ferroviaire voyageur de la ligne est interrompu et la voie est laissé à l'abandon. Le conseil général décide de valoriser ce site en pleine nature en restructurant la ligne dès 1975 et en y aménageant un itinéraire cyclable et pédestres interdits aux véhicules motorisés. C'est alors qu'en 1980, la voie verte est inaugurée reprenant partiellement le tracé de l'ancienne ligne : cette section est nommée « Le Chemin vert ».
A l'été 2019, les ouvrages d'art traversant la voie verte sont ornés de fresques artistiques.

## Itinéraire
La voie verte le Chemin vert traverse en tout 6 communes : Quincey, Villers-le-Sec, Vallerois-le-Bois, Dampierre-sur-Linotte, Fontenois-lès-Montbozon et Loulans-Verchamp.
La piste commence à proximité de la gare SNCF de Vesoul, et se termine à Loulans-Verchamp. Avant 2014, la voie verte mesurait 21 kilomètres et se terminait à Fontenois-lès-Montbozon.

## Description
Le Chemin vert est praticable par les cyclistes, les rollers et les randonneurs pédestres. Elle est en majorité bordée d'arbres, de haies et de bois. Le revêtement est en enrobé lisse. Sur tout son tracé, la voie présente une largeur d'environ trois mètres. Des bornes sont installées à chaque kilomètre.